# Heinrich Mercy
Heinrich Mercy (* 26. August 1826 in Heidelberg; † 26. Dezember 1912 in Graz, Österreich-Ungarn) war ein in Prag tätiger Buchhändler und Verleger, der als Gründer und Herausgeber maßgeblich an der Zeitung “Prager Tagblatt” mitgewirkt hat.

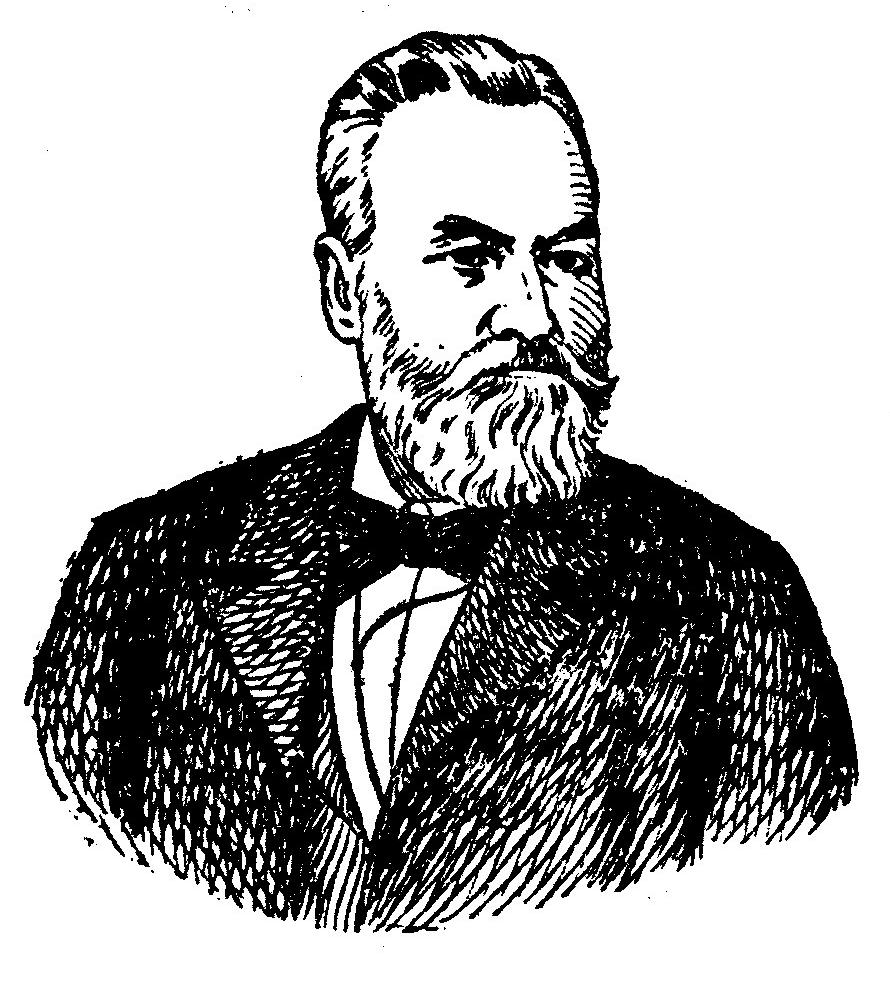
Heinrich Mercy (1912)

## Ausbildung und Berufslaufbahn
Der in Heidelberg geborene Heinrich Mercy widmete sich schon in jungen Jahren dem Buchhandel. Seine Lehrjahre verbrachte er im Großherzogtum Baden, in Offenburg und in Heidelberg. 1845 kam er erstmals für kurze Zeit nach Prag, wo er in der Calve’schen Buchhandlung arbeitete. Weitere Lehr- und Wanderjahre führten ihn durch Süddeutschland und Österreich, in die Städte Karlsruhe, Innsbruck, Wien und schließlich nach Italien. In Verona, wo er die Filiale der ehemaligen Münster’schen Buchhandlung leitete, lernte er nicht nur italienische und französische Literatur kennen, sondern auch die „südländische Beweglichkeit und Anmut des Geistes“ zu schätzen. Anfang der 1850er Jahre kehrte er nach Prag zurück.
Er erwarb gemeinsam mit einem Freund die Buchhandlung der Mayregg’schen Nachfolger und wurde, nachdem er die österreichische Staatsbürgerschaft angenommen hatte, 1853 alleiniger Inhaber der Firma. Es gelang ihm, dem Unternehmen sehr bald große Popularität und einen guten Namen zu verschaffen. Durch den ständigen Kontakt mit seinen Kunden gewann er Einblick in deren geistige Interessen und Bedürfnisse und fasste aufgrund dieser Erfahrungen den Plan zur Gründung eines innovativen Zeitungsblattes.

## Gründung und Geschichte des „Prager Tagblatt“

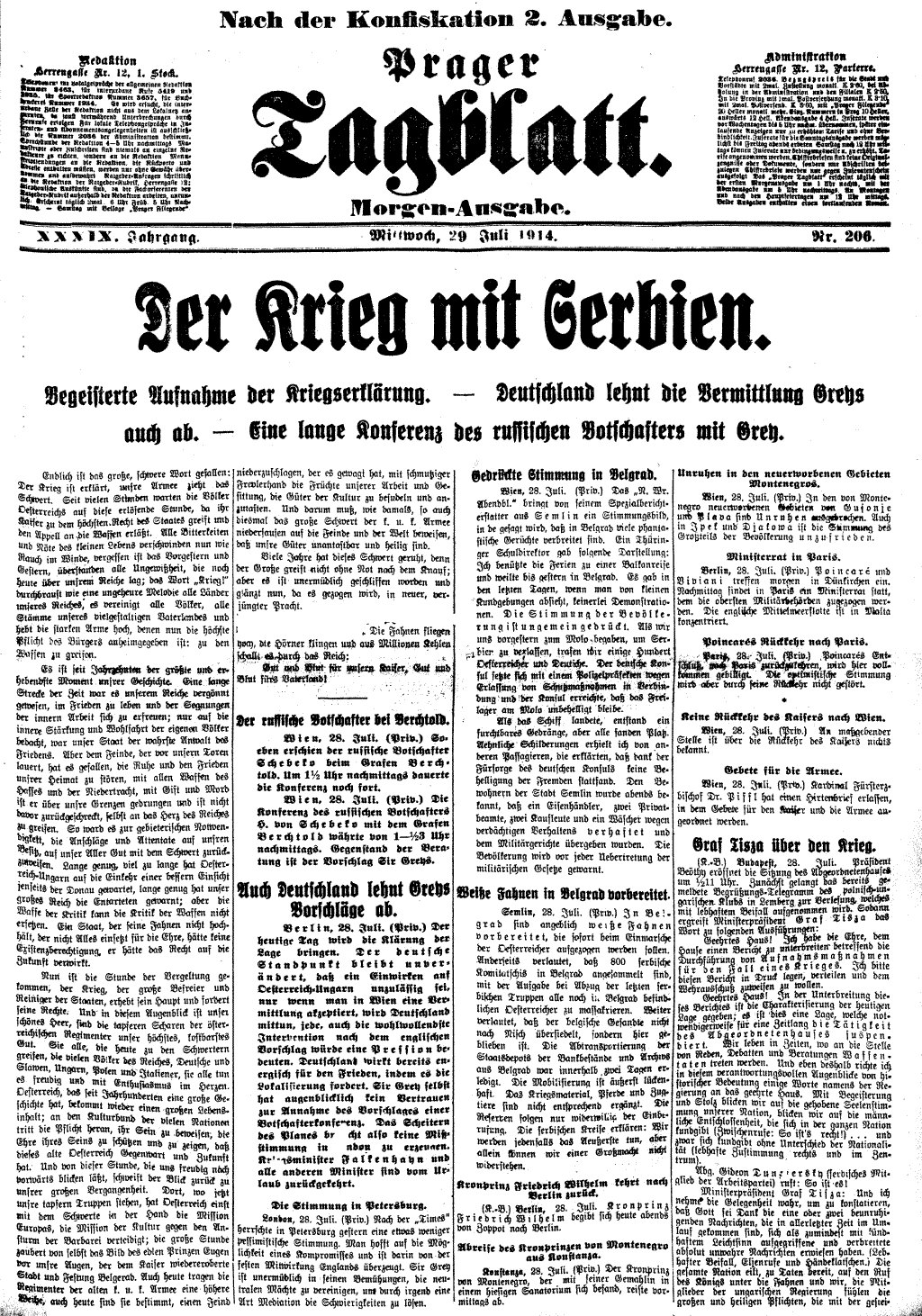
PragerTagblatt-19140729-Morgenausgabe

Im Zeitungswesen in der Mitte des 19. Jahrhunderts waren die Schichten der „kleinen Leute“ von der Presse so gut wie ausgeschlossen. Die Herstellung eines Blattes war äußerst kostspielig, die Zeitung als kommerzieller Faktor noch nicht entwickelt. Das Zeitungsblatt wendete sich damals ausschließlich an gut betuchtes Publikum. Heinrich Mercy schuf jedoch ein Blatt, das jedermann zugänglich sein sollte, eine Zeitung, die sich durch Anzeigen selbst bezahlt machen und vom Leser nichts fordern sollte: Dies war der im Jahre 1854 gegründete Mercysche Anzeiger. Das absolutistische Österreich war nach dem Prager Pfingstaufstand und dem nachfolgenden Wiener Oktoberaufstand 1848 der Presse noch nicht besonders wohlgesinnt und belegte deshalb sowohl den allgemeinen Text und die Nachrichten als auch den Inseratenteil mit erheblichen Steuern. Dieser Zeitungsstempel lähmte das Entstehen einer freien österreichischen Presselandschaft und machte die Gründung billiger Volksblätter de facto unmöglich. So musste auch der inzwischen überaus populäre Mercysche Anzeiger aus finanziellen Gründen eingestellt werden. Heinrich Mercy realisierte, dass er auf diese Weise keine Chance hatte, fand aber einen Ausweg, indem er ein nur dreimal in der Woche erscheinendes, also vom Zeitungsstempel befreites Blatt, die Prager Morgenpost, gründete und den Anzeigenteil beilegte. Doch auch dieser Plan wurde durch die strenge österreichische Presse- und Zensurbehörde verhindert, indem sie aus der Aufnahme des Theaterzettels in die Zeitung eine Stempelpflicht ableitete. Dadurch war Heinrich Mercy letztlich gezwungen, gänzlich auf den Plan eines für alle erschwinglichen Volksblattes zu verzichten, nicht jedoch auf eine Zeitung selbst. Er gestaltete deshalb die „Morgenpost“ zu einer erfolgreichen politischen Zeitung mit liberaler Tendenz um. Diese positive Entwicklung endete jedoch, als sich nach der Einführung der Februarverfassung 1861 die politische Situation in Böhmen verschärfte. Die Notwendigkeit, sich zu Tagesfragen offen zu bekennen, sich mehr als bisher mit der Politik des Landes zu befassen, behagte der politisch nur wenig gebildeten Bevölkerung nicht. Das Blatt fand, da es nun sehr politisch geworden war, keinen Anklang mehr. Heinrich Mercy zog es daher vor, die Zeitung zunächst in David Kuhs national-freiheitlichem Tagesboten aus Böhmen aufgehen zu lassen.
Die vielen Versuche, ein kostengünstiges Volksblatt mit liberaler Tendenz zu erhalten, hatten Heinrich Mercy erhebliche materielle Verluste eingetragen und zwangen ihn, seine Sortimentsbuchhandlung zu verkaufen. Er behielt nur seine in Leitmeritz und Teschen gegründeten Filialen, die Buchdruckerei und den Verlag. Die Geschäftslokalitäten des Unternehmens befanden sich von 1852 bis 1871 im alten Wanke’schen Haus in der Zeltnergasse, von da ab im ehemaligen „Tagblatt“-Haus in der Herrengasse 16. Zwischen 1865 und 1873 wurde der technische Betrieb modernisiert und Schnellpressen sowie der Dampfbetrieb eingeführt. Die positive wirtschaftliche Entwicklung von Druckerei und Verlag veranlassten Heinrich Mercy schließlich, seinen alten Plan zur Gründung einer Zeitung im Dezember 1876 wieder aufzunehmen. Diesem neuerlichen Unterfangen mit Julius Gundling als verantwortlichem Redakteur verdankte das Prager Tagblatt schließlich sein Leben, das in den 1870er Jahren vorerst einmal täglich auf nur 8–10 kleinen Seiten erschien. Es gab nur wenige Mitarbeiter in der Redaktion und noch keine Sonntagsbeilage. Der humoristische Ton des politischen Teils und die exzellente Berichterstattung machten das Blatt jedoch bereits in den ersten Monaten seines Erscheinens zu einem Überraschungserfolg. Kein anderes Journal hatte es bisher geschafft, sich in so kurzer Zeit einen so umfangreichen Leserkreis zu sichern. Die Haltung des Blattes war liberal und ausgesprochen bismarckfeindlich, aber auch ablehnend gegenüber Katholizismus und Sozialdemokratie. Mercys Bemühungen um den Nachrichtendienst und den kommerziellen Teil gaben dem Blatt zudem ein festes wirtschaftliches Rückgrat.
Unter der Leitung seines Sohnes Dr. Wilhelm Mercy entwickelte sich das Prager Tagblatt in weiterer Folge mit namhaften leitenden Redakteuren, wie Karl Tschuppik, Max Brod und Rudolf Thomas, zur größten liberal-demokratischen deutschsprachigen Tageszeitung Böhmens und galt zu seiner Zeit als eine der besten deutschsprachigen Tageszeitungen.

## Verleger des österreichischen Erzherzogs Ludwig Salvator von Österreich-Toskana
Heinrich und Wilhelm Mercy waren die wichtigsten Verleger des bedeutenden österreichischen Mittelmeerforschers Erzherzog Ludwig Salvator von Österreich-Toskana und begleiteten dessen Schaffen 1870–1916 (posthume Herausgabe des letzten Werkes Auslug- und Wachttürme Mallorcas). Die – im Gegensatz zum Verlag von Leo Woerl – bei Mercy anonym verlegten Werke wurden zumeist in maximal 1000 (teils Pracht-) Ausgaben hergestellt, die anschließend vom Verlag nach Weisung des Erzherzogs u. a. an Mitglieder des Kaiserhauses und des Adels, internationale Wissenschaftler und Forschungseinrichtungen, Bibliotheken und Universitäten versendet wurden. Prager Künstler wie Quido Mánes, Bedřich Havránek und Holzschneider wie Johann Šimáně und Johann Jass zeichneten für die künstlerische Ausstattung dieser Werke verantwortlich.
Folgende Werke von Ludwig Salvator wurden von Mercy in Prag verlegt:
- "Dans La Venetie et le Littoral". 1868[1]
- Die Serben an der Adria. 1870–1878
- Der Golf von Buccari-Porto Rè. 1871 (Ihrer Majestät Kaiserin Elisabeth gewidmet)
- Levkosia, Hauptstadt von Cypern. 1873
- Yachtreise in die Syrten. 1874
- Einige Worte über die Kaymenen. 1875
- Eine Spazierfahrt im Golfe von Korinth. 1876 (Kronprinz Rudolf gewidmet)
- Eine Blume aus dem goldenen Land oder Los Angeles. 1878
- Die Karawanenstrasse von Ägypten nach Syrien. 1879
- Um die Welt ohne zu wollen. 1881
- Bizerta und seine Zukunft. 1881
- Hobarttown
- die Hauptstadt von Tasmanien. 1886
- Lose Blätter aus Abazia. 1886
- Die Liparische Inseln. 1893–1896
- Schiffbruch oder ein Sommernachtstraum. 1894
- Columbretes. 1895
- Benzert. 1897
- Cannosa. 1897
- Alboran. 1898
- Ustica. 1898
- Bougie
- die Perle Nord-Afrikas. 1899
- Die Insel Giglio. 1900
- Panorama von Alexandrette. 1901
- Sommertage auf Ithaka. 1903
- Zante. 1904
- Wintertage auf Ithaka. 1905
- Catalina Homar. 1905
- Über den Durchstich der Landenge von Stagno. 1906
- Parga. 1907
- Anmerkungen über Levkas. 1908
- Die Felsenfesten Mallorcas – Geschichte und Sage. 1910
- Der Kanal von Calamotta. 1910
- Einiges über Weltausstellungen. 1911
- Porto Pi – In der Bucht von Palma. 1914
- Lieder der Bäume – Winterträumereien in meinem Garten in Ramleh. 1914
- Zärtlichkeits-Ausdrücke und Koseworte in der friaulischen Sprache. 1915
- Auslug- und Wachttürme Mallorcas. 1916 (posthum erschienen).

## Privates und Persönlichkeit
Privat galt Heinrich Mercy als ein einfacher Mensch. Er war zweimal verheiratet. Nach dem Tod seiner erster Ehefrau Antonia geborene Just (1832–1856) heiratete er um 1860 mit Růžena/Rosa Peterková (geborene 1838 in Klattau), von dieser Ehe stammten vier Kinder: erstgeborene Sohn Heinrich (* 1860- ?), der zweitgeborene Wilhelm, der Nachfolger von Heinrich Mercy und Eigentümer des Prager Tagblatts, Kaiserlicher Rat Dr. jur. Wilhelm Mercy (1866–1914), Mathilde, die spätere Gattin des Advokaten und Musikschriftstellers Ritter von Belsky und die jüngste Elisabeth.
Heinrich Mercy' Familie wohnte in Prag-Altstadt in Celetná Gasse 22, im Haus Cons. Nr. 563/I., wo sie eine Buchhandlung sowie eine Cafeteria führte.
Im Alter von einundsiebzig Jahren zog sich Heinrich Mercy nach Graz zurück, wo er verstarb.